# Marco Belinelli
Marco Belinelli (San Giovanni in Persiceto, 25. ožujka 1986.) talijanski je profesionalni košarkaš. Igra na poziciji bek šutera, a trenutačno je član NBA momčadi Philadelphia 76ers. 

## Karijera

#### Europa
Karijeru je započeo u talijanskoj Kinder Bologni, gdje je igrao zajedno s današnjim igračem San Antonio Spursa Manu Ginóbilijem.  Igrao je još za Fortitudo Bolognu, s kojom je 2005. osvojio talijansko prvenstvo.  

#### NBA
Nakon što je izabran u 1. krugu (18. ukupno) NBA drafta 2007. od strane Golden State Warriorsa, Bellineli je drugog dana Ljetne lige u Las Vegasu odigrao je odličnu utakmicu protiv New Orleans Hornetsa, povevši svoju momčad do pobjede 110:102 s 37 poena, pet skokova i dvije asistencije. Za tricu je gađao 5/7, a iz igre šut 14/20. Belinelli je Ljetnu ligu završio kao najbolji Europljanin natjecanja, prosječno postizajući 22.8 poena u 4 odigrane utakmice. U svojoj drugoj NBA sezoni, povećao je svoje brojke u svim statističkim podacima, a u prosincu 2008. u porazu od Hawksa postigao je rekordnih 27 poena. 30. travnja 2009. mijenjan je u Toronto Raptorse u zamjenu za Deveana Georgea.

## NBA statistika

#### Regularni dio
| Godina    | Klub         | Odig. uta. | Uta. poč. | Min. | 2P%  | 3P%  | Sl. bac.% | Skok. | Asist. | Ukr. lop. | Blok. | Poena |
| --------- | ------------ | ---------- | --------- | ---- | ---- | ---- | --------- | ----- | ------ | --------- | ----- | ----- |
| 2007./08. | Golden State | 33         | 0         | 7.3  | .387 | .390 | .778      | .4    | .5     | .2        | .0    | 2.9   |
| 2008./09. | Golden State | 31         | 15        | 21.5 | .441 | .381 | .767      | 1.7   | 2.1    | 1.7       | .0    | 9.6   |
| Ukupno    |              | 64         | 15        | 14.2 | .427 | .384 | .769      | 1.0   | 1.3    | 1.0       | .0    | 6.1   |

## Vanjske poveznice
- Službena stranica (tal.)
- Profil na NBA.com
- Profil na ESPN.com
- Profil  Arhivirana inačica izvorne stranice od 1. srpnja 2007. (Wayback Machine) na NBADraft.net